# Taburno Camposauro
Il Taburno Camposauro è un massiccio calcareo isolato dall'Appennino campano che si trova interamente in provincia di Benevento, in Campania. Raggiunge l'altezza massima di 1394 m s.l.m. con la vetta del monte Taburno, ricadente nel comune di Bonea. Sul suo territorio insistono diverse aree protette: il parco regionale del Taburno - Camposauro e i SIC "Camposauro" (IT8020007) e "Massiccio del Taburno" (IT8020008) della rete Natura 2000.

## Descrizione

### Origine del nome
Secondo alcune ipotesi il nome del monte Taburno deriva dal termine osco teba, poi taba ("montagna"), dal quale derivano anche altri nomi di montagne della zona (monte Tavertone, presso Mugnano del Cardinale e monte Tubenna presso Castiglione del Genovesi), e la radice "burnus", che si ritrova nel toponimo "Alburno", montagna che dà il nome ai monti Alburni, nel Cilento.

### Conformazione

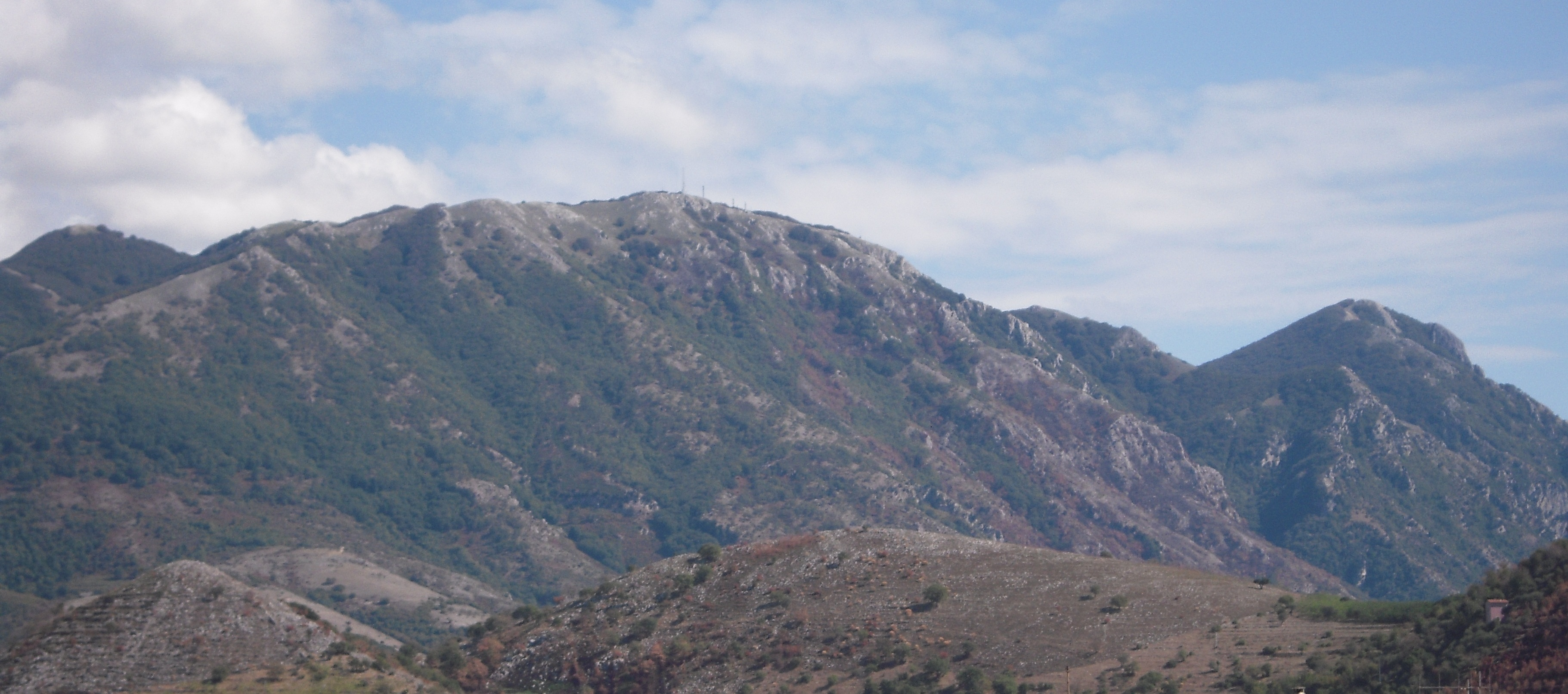
Il Taburno visto da Sant'Agata de' Goti

Esattamente ad est il massiccio digrada e si apre verso la piana di Benevento, città da cui dista pochi chilometri. A nord è separato dalle montagne del Matese per mezzo dalla valle Telesina solcata dal fiume Calore, ad ovest è separato dai monti Trebulani dalla bassa piana del Volturno, dopo la confluenza del precedente fiume. A sud-ovest l'Isclero, con le sue gole, lo separa dalle alture che vanno dal monte Longano (Durazzano) al monte Tairano (Airola), e a sud la valle Caudina lo separa dai monti del Partenio.
Le vette più alte sono il monte Taburno (1.394  m s.l.m.), il Camposauro (1.390 m s.l.m.), il monte Alto Rotondi (1.305 m s.l.m.), il monte Gaudello (1.226 m s.l.m.), il monte Sant'Angelo (1.189 m s.l.m.) ed il monte Pentime (1.168 m s.l.m.), disposti a semicerchio a formare nel mezzo la Valle Vitulanese.
Il periodo di formazione del massiccio è di era secondaria (mesozoico); esso è costituito da due blocchi calcarei separati dalla depressione tettonica di Piana di Prata.

### Territorio

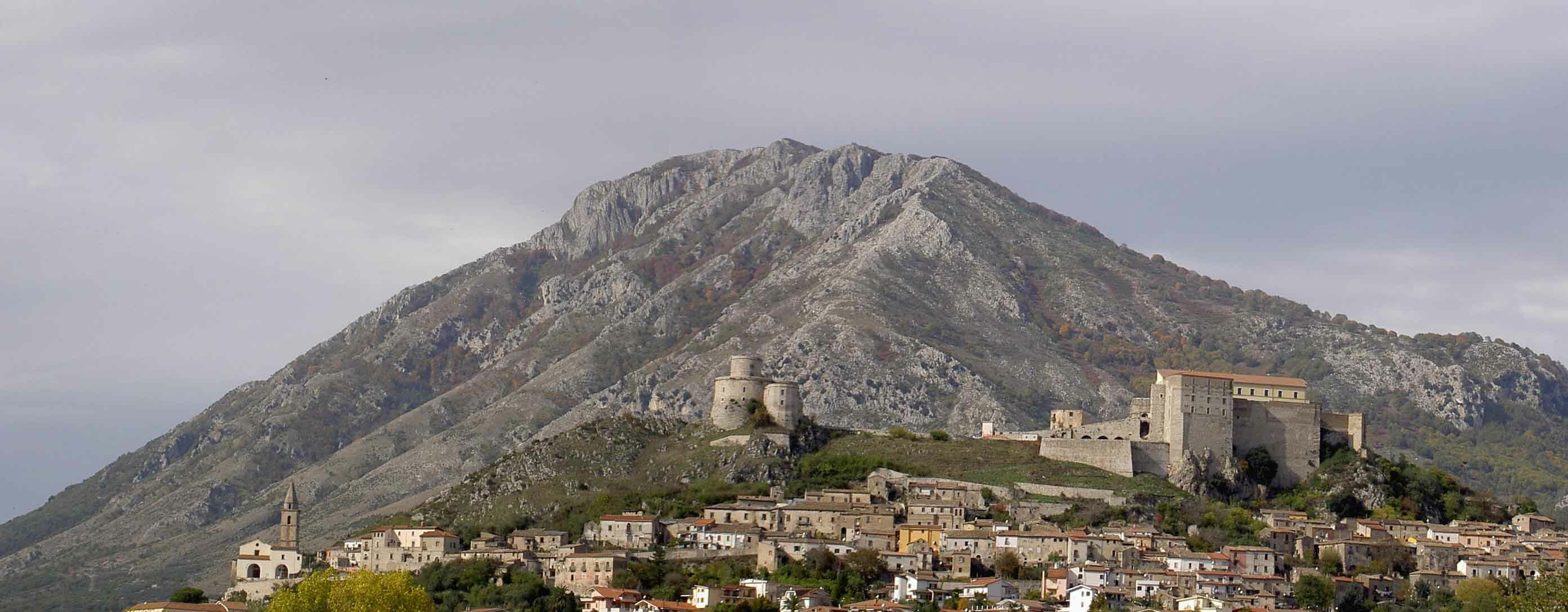
Il monte Taburno da Montesarchio

Dalla vetta del Taburno si gode di un vasto panorama su tutta la valle Caudina, densamente antropizzata e chiusa dalla parte opposta dal massiccio del Partenio.
A sud-ovest, dove la valle diventa più stretta, si nota una macchia bianca sul fianco di un monte: è la cava del monte Tairano.
Oltre il Partenio nelle giornate più limpide si possono vedere il Vesuvio e i monti Lattari.
Sulla vetta del Camposauro (posta nella parte più settentrionale del massiccio) sono presenti numerosi ripetitori radiotelevisivi. La postazione, oltre a servire la città di Benevento e la sua provincia, è ricevibile anche da quelle limitrofe di Avellino e Caserta.

Il profilo muliebre della "Dormiente del Sannio" osservato da Ariano Irpino

Dalla città di Benevento e dall'Irpinia settentrionale il profilo del massiccio assume le sembianze di una donna supina, con i piedi verso la valle Caudina e la testa (monte Pentime) verso la valle Telesina, ed è per questo chiamato "la Dormiente del Sannio".

### Storia
Nel dibattito sulla localizzazione delle Forche Caudine, teatro dell'omonima battaglia nel 321 a.C., il massiccio è di sfondo, nelle tre ipotesi che vedono la sede delle Forche nelle valli Caudina, di Arienzo e dell'Isclero, oppure ne è sede, nell'ipotesi secondo cui possa essersi svolta nella piana di Prata.
Nei testi di età classica il monte Taburno è citato più volte. Da Virgilio, prima nel secondo libro delle Georgiche, che descrive la coltivazione delle piante e nel cui contesto l'autore consiglia di popolare il monte (o più probabilmente le pendici attorno) di ulivi, secondo un approccio per cui ad ogni suolo si adattano certe piante, e poi nel dodicesimo libro dell'Eneide, nel descrivere il duello tra Enea e Turno paragonato allo scontrarsi di due tori sul Taburno o sulla Sila. Grattio, del quale è pervenuto solo un poema didascalico (in spezzoni) sulla caccia, ne fa il nome descrivendo i cavalli della zona di Syene e della Partia, poco adatti a terreni scoscesi di posti come il massiccio in esame, il Gargano o le Alpi Liguri. Infine, il Taburno si trova nell'elenco geografico che costituisce l'opera scolastica in cui Vibio Sequestre raccoglie le località menzionate dagli scrittori latini. Secondo alcuni studiosi, una delle grotte del Taburno di Caudium (presso l'odierna Montesarchio) è stata il luogo dove Ercole soffocò il Leone di Nemea nella prima fatica di Ercole.
Il monte Taburno è protetto con l'istituzione del Parco Naturale Regionale Taburno-Camposauro (dal 14 settembre 1994) dalla comunità montana del Taburno.
Il monte Taburno è tutelato anche dal Piano Paesistico del Taburno, entrato in vigore nel 1996.

### Flora e fauna

#### Flora
Nella parte bassa la vegetazione è costituita da roverella, dopo i 700 metri invece la vegetazione è costituita da acero, carpino e frassino, al di sopra dei 900 m domina il faggio, e tra i 1000 e i 1100 metri invece s'incontra il leccio e l'abete bianco.

#### Fauna
La specie animale che caratterizza il monte Taburno è il corvo imperiale. Vi è poi il picchio muratore, il picchio rosso minore, la poiana, il tordo sassello, oltre a piccoli passeriformi e piccoli mammiferi. Tra i mammiferi troviamo il lupo appenninico, la lepre, il capriolo, il gatto selvatico, il cinghiale, la martora, il tasso e la volpe.